# Cornelis Troost

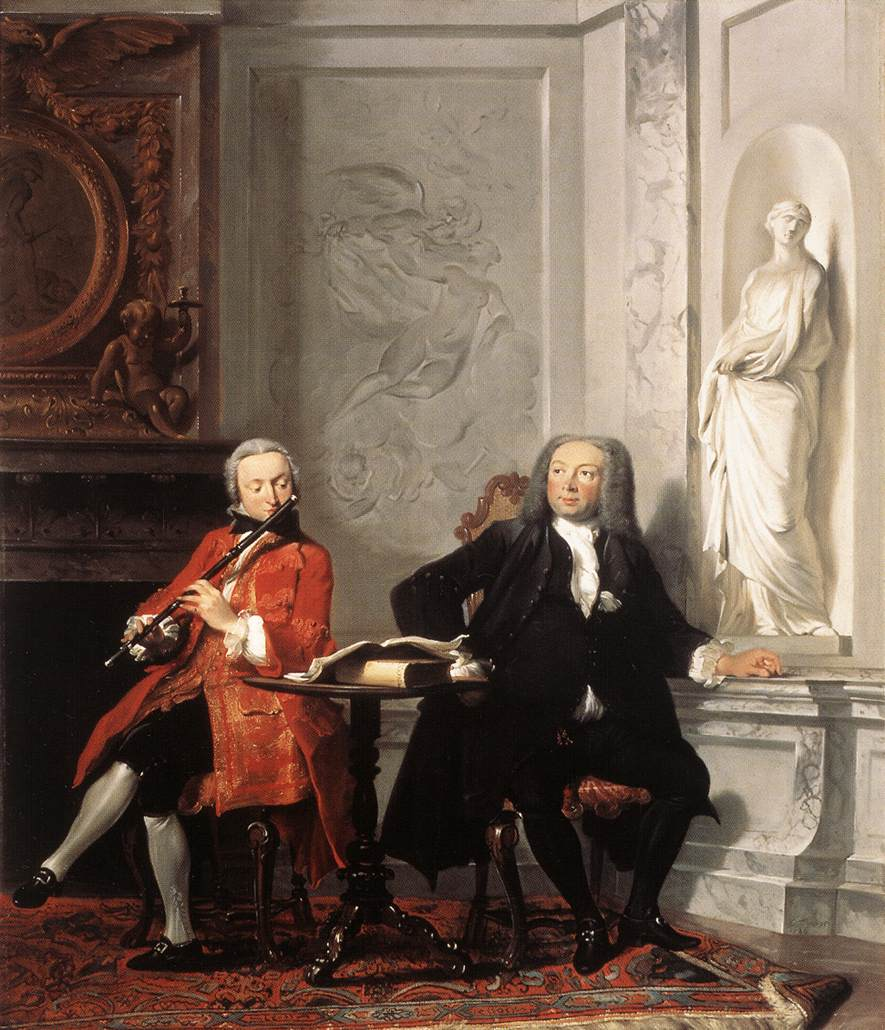
Jeronimus Tonneman y su hijo, 1736, Óleo sobre lienzo, National Gallery of Ireland, Dublín, Irlanda.

Cornelis Troost, (Ámsterdam, Países Bajos, 8 de octubre de 1696 - ibídem, 7 de marzo de 1750) fue un pintor, grabador e impresor neerlandés.

## Biografía
Hijo de un orfebre, Troost fue actor de teatro al menos desde 1717 hasta 1724 y, después de esta fecha, pintor de profesión. Casó con Susanna Maria van der Duyn en 1720, en Zwolle, con quien tuvo ocho hijos. Tuvo como discípulos artísticos a dos de sus hijas, Sara y Elisabeth, y también, fuera de su familia, a Jacobus Buys. 
Está catalogado como el más importante pintor holandés del siglo XVIII, habiendo recibido numerosos encargos. Su pintura recuerda las escenas de género holandesas del siglo XVII, pero añadiéndoles un tono satírico que le ganó el apodo del "Hogarth holandés". Falto de un  desarrollo estilístico propio, muestra una notable versatilidad en la elección de asuntos y en la técnica.